# Trachelas maculatus
Trachelas maculatus är en spindelart som beskrevs av Tord Tamerlan Teodor Thorell 1875. Trachelas maculatus ingår i släktet Trachelas och familjen flinkspindlar. Inga underarter finns listade i Catalogue of Life.